# Gent
Gent (tiếng Hà Lan: Gent, phát âm [ɣɛnt]; tiếng Pháp: Gand [ɡɑ̃]; tiếng Đức: Gent [ˈɡɛnt]; tên cũ Gaunt trong tiếng Anh) là một thành phố và đô thị tọa lạc ở Bỉ. Đây là thủ phủ và là thành phố lớn nhất ở tỉnh Oost-Vlaanderen. Thành phố bắt đầu từ một khu định cư tại điểm hợp lưu của các sông Scheldt và Lys và trở thành một trong những thành phố lớn và giàu có nhất thời Trung cổ ở bắc Âu. Ngày nay, thành phố này có cảng và một trường đại học.
Đô thị này bao gồm thành phố Gent và các thị xã Afsnee, Desteldonk, Drongen, Gentbrugge, Ledeberg, Mariakerke, Mendonk, Oostakker, Sint-Amandsberg, Sint-Denijs-Westrem, Sint-Kruis-Winkel, Wondelgem và Zwijnaarde. Dân số đầu năm 2008 là 237.250 người, Gent là đô thị lớn thứ nhì ở Bỉ về dân số. Vùng đô thị, bao gồm các khu ngoại vi có diện tích 1.205 km² và tổng dân số 594.582 người vào thời điểm ngày 1 tháng 1 năm 2008, xếp thứ 4 ở Bỉ.
Mỗi năm có một dịp lễ hội kéo dài 10 ngày tên là Gentse Feesten với 2 triệu khách tham quan tham gia.

## Địa lý

### Các đô thị
Sau các đợt sáp nhập năm 1965 và 1977, thành phố gồm:

Các đô thị

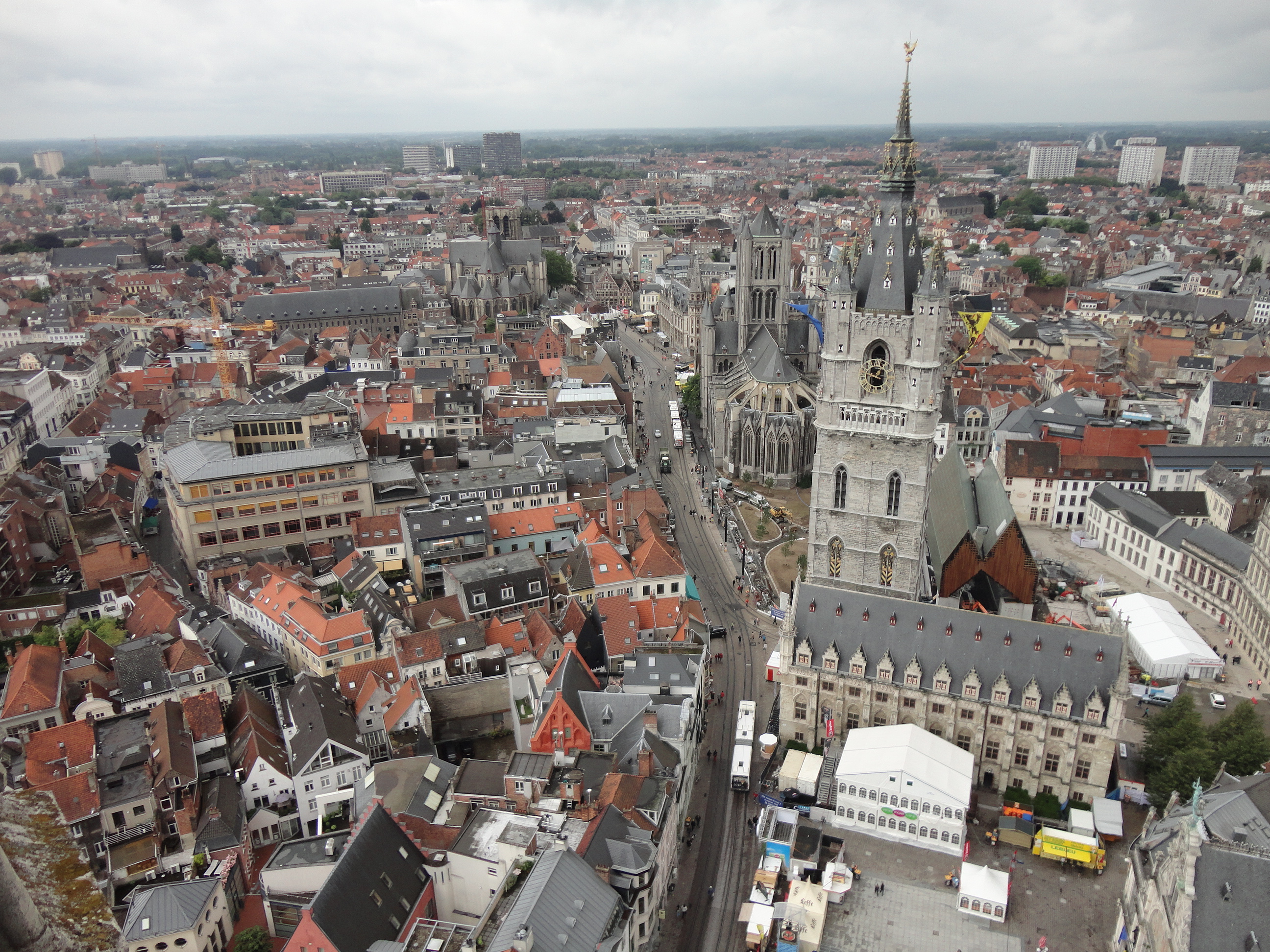
Tháp Chuông Gent và nhà thờ Thánh Nicôla xây từ thế kỷ 13

| - I Gent - II Mariakerke - III Drongen - IV Wondelgem - V Sint-Amandsberg - VI Oostakker - VII Desteldonk - VIII Mendonk - IX Sint-Kruis-Winkel - X Ledeberg - XI Gentbrugge - XII Afsnee - XIII Sint-Denijs-Westrem - XIV Zwijnaarde |

### Đô thị giáp ranh
- Wachtebeke
- Lochristi
- Destelbergen
- Melle
- Merelbeke
- De Pinte
- Sint-Martens-Latem
- Deinze
- Nevele
- Lovendegem
- Evergem
- Zelzate

## Người địa phương nổi tiếng
- Saint Bavo, thánh bảo trợ của Gent (589-654)
- Henry của Gent, nhà triết học (khoảng 1217-1293)
- Jacob van Artevelde, chính khách (khoảng năm 1290-1345)
- John of Gaunt, 1st Duke of Lancaster (1340-1399)
- Jan van Eyck, họa sĩ (kh. 1385-1441)
- Hugo van der Goes, họa sĩ (khoảng 1440-1482)
- Jacob Obrecht, nhà soạn nhạc Phục hưng (khoảng 1457-1505)
- Charles V, Hoàng đế Đế quốc La Mã Thần thánh, Karel V, Charles Quint (1500-1558)
- Cornelius Canis, nhà soạn nhạc Phục hưng
- Daniel Heinsius, học giả (1580-1655)
- Caspar de Crayer, họa sĩ (1582-1669)
- Frans de Potter, nhà văn, (1834-1904)
- Jan Frans Willems, nhà văn (1793-1846)
- Joseph Guislain, nhà vật lý (1797-1860)
- Hippolyte Metdepenningen, nhà chính trị (1799-1881)
- Victor Horta, Art Nouveau architect (1861-1947)
- Maurice Maeterlinck, nhà thơ, đoạt Giải Nobel Văn chương (1862-1949)
- Frans Rens, nhà văn, (1805-1874)
- Leo Baekeland, nhà hóa học phát minh ra Bakelite (1863-1944)
- Pierre Louÿs, nhà thơ (1870-1925)
- Corneille Jean François Heymans, đoạt giải Giải Nobel Sinh học và Y học (1892-1968)
- Suzanne Lilar, tiểu thuyết gia (1901-1992)
- Jacques Rogge, chủ tịch Ủy ban Olympic quốc tế (1942-)
- Gabriel Rios, nhạc sĩ
- Kristof Ongenaet, tuyển thủ bóng rổ
- Jan Robbe, nhạc sĩ

## Thành phố kết nghĩa
Ghent có các thành phố kết nghĩa:
- Anh Quốc: Nottingham
- Estonia:  Tallinn
- Đức:  Wiesbaden
- Nhật Bản: Kanazawa, Ishikawa Prefecture
- Đức: Melle
- Maroc: Mohammedia
- Pháp: Saint-Raphaël